# Gustaf Upmark der Ältere
Gustaf Henrik Wilhelm Upmark, genannt Gustaf Upmark der Ältere, (geboren am 29. Februar 1844 in Katarina församling, Stockholm; gestorben am 29. Mai 1900 ebenda) war ein schwedischer Kunsthistoriker.

## Leben
Upmark war der älteste Sohn des Lars Gustaf Mauritz Upmark (1811–1880) und dessen Frau Matilda Wilhelmina (geborene Molien; 1819–1886). 1861 begann er sein Studium der Philosophie an der Universität Uppsala, das er 1869 mit dem Doktortitel abschloss. Anschließend wurde er als außerordentlicher Assistent (Amanuensis) in der Kunstabteilung des Nationalmuseums angestellt. 1880 wurde er Kurator des Museums und leitete 20 Jahre lang die künstlerische Abteilung des Hauses. Er zeichnete sich durch Sachkenntnis und großes Organisationstalent aus. Er übernahm persönlich die Betreuung der Zeichnungs- und Kupferstichsammlungen und erarbeitete einen Plan für die Organisation der neuen Kunstabteilung, die 1885 im Museum eröffnet wurde. 1884 veröffentlichte er eine Abhandlung über den deutschen Kupferstecher Jeremias Falck, der für einige Zeit als Hofkupferstecher der Königin Christina von Schweden in Stockholm wirkte.
Upmark wurde Vorstandsmitglied des Schwedischen Handwerksverbandes und der Technischen Schule sowie Sekretär des Komitees zur Gründung eines Museums für Industriekunst und Handwerk in der Hauptstadt. Er war auch als Schulleiter der höheren Kunst- und Designabteilung der Technischen Schule und als Konservator beim schwedischen Handwerksverband und als Autor und Dozent tätig. Er beteiligte sich aktiv an der Organisation der Kunsthandwerksausstellung, die 1876 bis 1877 in Stockholm stattfand und der Textilausstellung, die 1880 vom Kunsthandwerksverband ausgerichtet wurde. Er war Initiator einer Gustavianischen Ausstellung im Jahr 1891 und nahm an den Vorbereitungen für die Karl-Johans-Ausstellung im Jahr 1900 teil. Upmark war 1889 der Gründer der Gripsholmsföreningen und Mitglied des Vorstands der Schwedischen Archäologischen Gesellschaft, 1897 wurde er deren Vizepräsident. Er leitete das Komitee für Schwedens Teilnahme an der Pariser Weltausstellung im Jahr 1900. Upmark verfasste mehrere biografische Artikel für das Nordisk familjebok konversationslexikon och realencyklopedi. Er wurde auf dem Väster Haninge kyrkogård begraben.

## Familie
Upmark heiratete 1874 Eva Dorothea Helena (geborene Kindstrand; 3. Juni 1852 – 29. November 1944), eine Tochter des Apothekers Fabian Reinhold Kindstrand und dessen Frau Eva Dorothea Fradrika Charlotta (geborene Plagemann), mit der er drei Kinder hatte:
- Gustaf Herman Fabian Upmark (13. März 1875 – 3. Oktober 1928) wurde Kunsthistoriker[3] ⚭ 1902 mit Greta Severin
- Johan Gustaf Mauritz Upmark (2. Dezember 1876 – 22. Juli 1964) ⚭ 1903 mit Jenny Dahlberg[4]
  - Erik Gustaf Johan Upmark (1. Oktober 1904 – 28. Februar 1990) ⚭ 1928 mit Maja Isabella Erhardt
- Dora Helena Mathilda Upmark (4. Februar 1880 – 9. August 1959) ⚭ Carl (oder Karl) Robert Lamm (4. August 1856 – 12. August 1938)[5]

Upmark hatte mehrere Geschwister:
- Herman Mauritz Upmark (12. Oktober 1845 – 9. Januar 1874) ⚭  mit Julia Elisabet (geborene Rosentwist, * 1. August 1851), einer Tochter des Karl Ludvig Rosentwist und der Baronin Anna Matilda Gustafva Falkenberg zu Trystorp.
- Fredrique Elisabet Matilda Upmark (* 6. Dezember 1847)
- Hilma Wilhelmina (Vilhelmina) Upmark (8. Juli 1849 – 23. Februar 1934) ⚭ 3. September 1881 mit Jakob Wilhelm (Vilhelm) Abraham Björkman (9. Juli 1852 – 23. Juli 1899)
- John Albert Upmark (25. August 1850 – 7. April 1930) ⚭ 26. Mai 1881 mit Elin Ottilia Maria (geborene Westman; 16. November 1860 – 13. Februar 1884), einer Tochter des Großhändlers Sten Robert Westman und Anna Gustafva Bernhardina Slöör
- Edla Charlotta Upmark (* 27. Mai 1852 – 18. März 1944) ⚭ 23. November 1884 mit Carl Gustaf Hauffman (26. Oktober 1850 – 12. Juni 1897)
- Karl Axel Rikard Upmark (6. Januar 1856 – 18. August 1857)

## Veröffentlichungen (Auswahl)
- Några minnen från en färd i Sorunda. In: Läsning för folket. 35. Jahrgang, Stockholm 1869, S. 257–273.
- Jeremias Falck, drottning Kristinas hofkopparstickare, med beskrifvande förteckning på Falcks svenska stick, etc. In: Meddelanden från Nationalmuseum. Ivar Hæggedtröms Boktryckeri, Stockholm 1884 (schwedisch, archive.org).
- Gripsholms slott. In: Nordisk tidskrift. 1887.
- Tyska kyrkan i Stockholm. In: Jul. 1889.
- Handzeichnungen alter Meister. Nach den Originalen photographirt von C.F. Lindberg. Nationalmuseum, Stockholm 1889 (Handteckningar af äldre mästare i Nationalmuseum).
- Gripsholm i dess nya skick. In: Ny Illustrerad Tidning. Stockholm 13. Mai 1893, S. 320 ff.
- mit Ludvig Looström: Edw. Cederlunds konstsamlingar. Iduns tryckeri aktiebolag, Stockholm 1894 (schwedisch, archive.org).
- Die Architektur der Renaissance in Schweden 1530–1760. Verlag von Gerhard Kühtmann, Dresden 1896–1900 (archive.org).
  - Gustaf Herman Fabian Upmark (Hrsg.): Svensk byggnadskonst 1530–1760. P. A. Norstedt & söner förlag, Stockholm 1904 (schwedische Übersetzung, posthum herausgegeben, archive.org).
- Valda skrifter. P. A. Norstedt & söners förlag, Stockholm 1901 (schwedisch, posthum herausgegeben, archive.org).